# Raja Club Athletic (water-polo)
Pour le club omnisports, voir Raja Club Athletic (omnisports).
Pour les articles homonymes, voir RCA.
Maillots
Le Raja Club Athletic Water-polo abrégé en RCA Water-polo
(en arabe : نادي الرجاء الرياضي لكرة الماء ), est un club marocain de water-polo fondé en 1989 et affilié à la Fédération royale marocaine de natation.
Basée à Casablanca, le club est l'une des nombreuses sections du Raja Club Athletic, club omnisports fondé le 20 mars 1949.
La section water-polo est indépendante administrativement de celle de la natation.

## Histoire

### Prémices
L'histoire du water-polo à Casablanca remonte au temps du Protectorat français où les compétitions sportives était organisées par une ligue dépendante de la Fédération française de natation. Après l'indépendance du Maroc en 1956, les clubs casablancais ont bénéficié alors des installations et des joueurs laissés par les Français, ce qui se reflétera positivement sur leurs rendements durant les années à venir. 
Lors des années 1970 et 1980, le championnat national de water-polo était marqué par la domination de certains clubs et de l'absence totale de compétitivité.

### Genèse
La section natation du Raja Club Athletic sera enfin créé le 8 novembre 1984 par Abdelkader Retnani, qui est notamment connu pour avoir été élu à la présidence de la section football quelque temps après. Au Maroc, sur une soixantaine de clubs de natation, une dizaine seulement pratiquaient le water-polo. Faute d’infrastructures adéquates, les poloïstes casablancais prennent leur mal en patience dans l’attente de l’ouverture d’écoles spécialisées dans le water-polo, séparément des autres disciplines liées à la natation.
Malgré le manque d’installations dédiées à cette discipline, la section water-polo du Raja est fondée en 1989, soit cinq ans après celle de natation. 
Considéré comme l'entraîneur fondateur, Mohamed Ruiz s'occupera de la direction technique. Sous sa houlette, le club entama ses premières activités à la Salle Mohammed V, à Casablanca.

### Âge d'or
Comme dans tous les sports, le Raja a grand un rival, le Wydad AC, le club de water-polo le plus titré du pays. Les Verts vont cependant réussir à mettre fin à leur suprématie durant les années 1990.
En 1992, le Raja parvient à remporter le triplé Championnat Maghrébin-Coupe du trône-Coupe Feu Ahmed Yamani. Régulièrement champions du Maroc depuis 1995, les Rajaouis monopolisent la première place jusqu'en 2000. 
Le Raja remportera le Championnat du Maroc 6 fois d'affilée pour la première fois depuis 10 ans grâce à une génération dorée dans l'histoire du water-polo marocain, avec une formation contenant Mohamed Sarah, Mohamed Ali Al Hyane, Adil Raki, Mohamed Dinouri, Tarik Kablaoui, Saâd Zakaria, Adil Zamaoui, Houssine Belhadi, Mohamed Bourzki, Anas Haji, Othmane Benhannoun, Lahcen Sadouk, Karim Boutaïb et d'autres. L'équipe était menée par l'entraîneur Mohamed Ruiz, qui a en même temps occupé le poste de sélectionneur national pendant 30 ans, et des dirigeants comme Sedraoui.
D'autre part, le club veillera à avoir une forte présence dans les compétitions internationales officielles et amicales. Le Raja a porté le drapeau marocain dans plusieurs tournois à l'étranger. Les Verts ont réussi à s'imposer face à de grands clubs nord-africains en remportant le Championnat Maghrébin en 1992, ce tournoi qui a connu également la participation du Wydad AC comme les deux représentants du pays.
Entre le 27 et 31 juillet 1998, le Raja prendra part au Championnat arabe des clubs champions de water-polo, organisé en Égypte. Le Rajaouis ont terminé la compétition en deuxième position devant le champion de Tunisie, le Club Africain qui a accaparé la troisième place. Durant leur parcours, les Verts ont enregistré trois victoires et deux défaites, marquant 41 buts et concédant 30, avant de s'incliner en finale devant le champion d'Égypte Al Ahly SC sur le score de (9-6). En outre, le titre de meilleur joueur de la compétition était revenu à l'unanimité au Rajaoui Mohamed Ali Al Hyane.

### Renouveau
En 2014, le Raja remportera la Coupe du trône après une large victoire (20-3) en finale face à l'ADM. Il faut rappeler que les Verts avaient battu l'USCM en demi-finale (13-4) et le Wydad AC en quart de finale (6-4).
En 2016, le Raja WP est frappé par une crise financière. Cette année même, le club a été invité à participer au Championnat arabe des clubs organisé en Égypte.

## Palmarès
| Compétitions nationales | Compétitions internationales                                                                                        |
| --- | --- |
| - Botola Pro (6) - Champion en 1995, 1996, 1997, 1998, 1999 et 2000 - 3e en 2025 - Coupe du Trône (4) - Vainqueur en 1990, 1993, 2003 et 2014. - Finaliste en 2002, 2010, 2013, 2015 et 2016 | - Ligue champions de l'UNAN (1) - Vainqueur en 1992 - Championnat arabe des clubs champions - Vice-champion en 1998 |

- Championnat du Maroc (juniors) (3)
  - Champion en 1992, 2015 et 2018

- Tournoi feu Ahmed Yamani (1)
  - Vainqueur en 1992

- Tournoi du 8 mars (1)
  - Vainqueur en 2014

## Personnalités

### Anciens joueurs
- Mohamed Sarah
- Mohamed Dinouri
- Mohamed Ali Al Hyane
- Abdelkarim Wafir
- Adil Raki
- Mohamed Metoua
- Houssine Belhadi
- Feu Adnane
- Saâd Tritki
- Mounir Cawni

## Section féminine
La section féminine de water-polo est réanimée en 2018. Le club possède depuis une équipe de water-polo féminine qui évolue en championnat du Maroc élite.